# Gare de Revigny
Gare de Revigny – stacja kolejowa w Revigny-sur-Ornain, w departamencie Moza, w regionie Grand Est, we Francji.
Obecnie jest stacją Société nationale des chemins de fer français (SNCF), obsługiwaną przez pociągi TER Lorraine.

## Położenie
Znajduje się na wysokości 146 m n.p.m., na 238,040 km linii Paryż – Strasburg.

## Linie kolejowe
- Paryż – Strasburg
- Amagne - Lucquy – Revigny
- Revigny – Saint-Dizier